# 4454 Kumiko
4454 Kumiko eller 1988 VW är en asteroid i huvudbältet som upptäcktes den 2 november 1988 av de båda japanska astronomerna Seiji Ueda och Hiroshi Kaneda i Kushiro. Den är uppkallad efter Hiroshi Kanedas fru, Kumiko Kaneda.
Asteroiden har en diameter på ungefär 13 kilometer.